# Haymon
Haymon (ou Heimon) est évêque de Verdun de 988 à 1024.
Il est nommé par les impératrices Théophano et Adélaïde. Ce Bavarois, ami du futur Henri II du Saint-Empire et disciple de Notger de Liège, affirme son autorité sur sa ville en obtenant le droit de frapper monnaie et peut-être celui de nommer le comte de Verdun. Il reconstruit la cathédrale, fonde la première abbaye de femmes, Saint-Maur. Haymon dote cette abbaye avec des biens de la cathédrale et, pour en assurer le service religieux, crée un chapitre de chanoines, Sainte-Croix. Il fonde, avec l'archidiacre Ermenfroid, la collégiale Sainte-Marie-Madeleine; c'est la première attestation de ce culte en Occident. Enfin il fonde la collégiale de Saint-Laurent de Dieulouard.

### Source et bibliographie
- Isaia Marie-Céline (dir.), Pouvoirs, Église et société, France, Bourgogne, Germanie, 888 - 1120, Atlande, 2009, p.390